# Vykintas
Vykintas (mort vers 1253) est un duc de Samogitie. Il participe à la lutte contre les chevaliers Porte-Glaives en Lituanie, puis s'oppose au duc Mindaugas lors de la guerre civile lituanienne.

## Famille
Peu de choses sont connues sur la famille de Vykintas. Les sources indiquent simplement qu'il est le beau-frère du premier roi de Lituanie, Mindaugas. Il a en effet une soeur mariée à Dausprungas, le frère de Mindaugas.

## Biographie
Vykintas est le chef des troupes samogètes lors de l'invasion de la Samogitie par les troupes des chevaliers Porte-Glaive en 1236. Après avoir coupé la retraite des troupes croisées vers la Livonie, il les écrase lors de la bataille de Saule. Le Codex d'Ipatiev mentionne qu'il est responsable de la mort de nombreux chevaliers Porte-Glaive lors de la bataille.
Il se rallie ensuite à ses neveux, Gedvydas et Tautvilas, lorsque ceux-ci défient Mindaugas. Afin d'éloigner cette menace, Mindaugas envoie ses deux neveux et leur oncle Vykintas combattre dans la région de Smolensk. Mindaugas profite alors de leur absence pour saisir leurs possessions en Lituanie. Les trois hommes trouvent refuge chez Daniel de Galicie, le beau-frère de Gedvydas et Tautvilas, qui refuse de les livrer à Mindaugas. Malgré les réticences de certains membres de l'Ordre de Livonie, qui se souviennent du rôle joué par Vykintas lors de la bataille de Saule, les Galiciens et les Samogitiens réussissent à s'allier aux chevaliers livoniens pour menacer Mindaugas sur plusieurs fronts. Cette alliance est notamment rendue possible par le baptême de Tautvilas en 1250. L'armée de Mindaugas doit évacuer les domaines de Vykintas en 1251 après la blessure de leur chef devant le château de Tverai.
Toutefois, Mindaugas réussit à retourner les dissensions aux seins des alliés contre eux, notamment en se rapprochant du maître de l'Ordre de Livonie, Andreas von Stirland, notoirement hostile à Vykintas. La promesse de son baptême et la concession de territoires en Samogitie, Sudovie et Sélonie permirent à Mindaugas de s'allier l'ordre de Livonie. Devant ce rééquilibrage des forces, Daniel, Mindaugas et les neveux de ce de dernier parviennent à un accord en 1252. 
Vykintas disparaît des chroniques à l'issue de cet épisode. Il meurt probablement vers 1253. 

## Hommages
Un monument dédié à Vykintas est érigé à Tverai, en Lituanie.

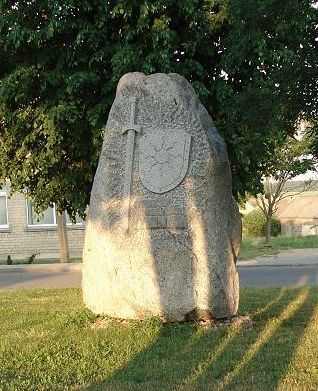
Monument à Vykintas à Tverai